# 7 Brygada Okrętów Obrony Rejonu Wodnego
7 Brygada Okrętów Obrony Rejonu Wodnego (7 BOORW) –  morski związek taktyczny Sił Zbrojnych Federacji Rosyjskiej w strukturach Floty Północnej.

## Struktura i okręty
| Okręty brygady w linii w 2008       |                |       |                 |
| Nazwa                               | Typ            | Numer | Uwagi           |
| 270 Gwardyjski dywizjon okrętów ZOP |                |       |                 |
| MPK-14 Monczegorsk                  | projekt 1124M  | 190   | w linii od 1993 |
| MPK-59 Snieżnogorsk                 | projekt 1124M  | 196   | w linii od 1994 |
| MPK-194 Brześć                      | projekt 1124M  | 199   | w linii od 1988 |
| MPK-130 Narian Mar                  | projekt 1124M  | 138   | w linii od 1988 |
| MPK-7 Onega                         | projekt 1124M  | 164   | w linii od 1988 |
| MPK-203 Junga                       | projekt 1124M  | 113   | w linii od 1989 |
| 108 dywizjon okrętów rakietowych    |                |       |                 |
| Iceberg                             | projekt 1234   | 512   | w linii od 1979 |
| Nakat                               | projekt 1234.1 | 526   | w linii od 1987 |
| Razswiet                            | projekt 1234.1 | 520   | w linii od 1987 |